# Martizay

Martizay este o comună în departamentul Indre, Franța. În 2009 avea o populație de 1039 de locuitori.